# ジュリアナ・デヴァー
ジュリアナ・デヴァー（Juliana Dever）は、アメリカ合衆国の女優。ミズーリ州出身。

## 出演作品
- スキャンダル2 託された秘密
- キャッスル 〜ミステリー作家は事件がお好き シーズン4（ジェニー）
- キャッスル 〜ミステリー作家は事件がお好き シーズン3（ジェニー）
- キャッスル 〜ミステリー作家は事件がお好き シーズン2（ジェニー）
- スライサー
- Retail Therapy